# Харліївка
Харлі́ївка — село в Україні, у Житомирському районі Житомирської області. Входить до складу Андрушківської сільської громади. Населення становить понад 400 осіб.

## Історія
У книзі Лаврентія Похилевича «Сказания о населенных местностях Киевской губернии» видання 1864 року про село Харліївка, що тоді належало до Сквирського повіту Київської губернії: «Харлиевка, село при реке Камянке, на 5-ть верст выше Хейлова (прим. — нині с. Красногірка Попільнянського району). Жителей обеего пола 1366; земли 3281 десятина. Принадлежит статскому советнику Егору Шаврову, купившему у Вильгельма Радзивилла. Приходская церковь во имя Преображения Господня, деревянная на каменному фундаменту, построена помещиком Шавровым в 1851 году. По штатам причислена к 5-му классу (прим. — від 500 до 700 прочан чоловічої статі. До штату церкви входили свіщенняи, дячок, паламар та проскурня); земли имеет 96 десятин». Прежння церковь была построена в 1722 году. Приходских дворов в 1746 году было 70.
«Харлеевка — село Киевской губернии, Сквирского уезда, при реке Камянке, в 33 верстах от города Сквиры и в 12 верстах от станции Попельня Юго-Западной железной дороги. 273 двора и 3060 жителей, православная церковь, церковно-приходская школа; несколько мельниц и кирпичных заводов».
У 1932—1933 рр. село Харліївка входило до складу Харліївської сільради Попільнянського району Київської області.
За даними сільради, у 1932—1933 рр. від голоду загинуло 248 селян, імена яких на сьогодні встановлено (мартиролог укладений на підставі довідки Харліївської сільради, що базується на свідченнях очевидців Вітенко Л. М., Дідик Н. С. Дубовенко В. К., Ліщинського І. М., Прокопець М. Т., «Національна книга пам'яті жертв голодомору 1932—1933 років в Україні. Житомирська область»).
В центрі села розташований пам'ятник Невідомому солдату, на гранітних плитах якого викарбувані прізвище жителів села, що загинули в боротьбі з німецько-фашистськими загарбниками в 1941—1945 роках. На сільському кладовищі, вже в роки незалежності, відкрито пам'ятний знак жертвам голодомору 1932—1933 років.
В Харліївці діє загальноосвітня середня школа І-ІІІ ступенів, розміщена в колишньому приміщенні церкви по вул. Житомирській, 1.
Відповідно до Указу Президента України від 3 грудня 2009 року № 1011/2009 почесне звання «Мати-героїня» присвоєно жительці с. Харліївка Гордієнко Наталії Іванівні — матері п'яти дітей.
Колишній орган місцевого самоуправління — Харліївська сільська рада.

## Відомі люди
- Прокопенко Василь Олександрович (нар. 1918 — † 1944) — повний кавалер ордена Слави.[3]
- Титарчук Леонід Васильович (1939–2014) — український художник.
- Федір Приймак — козак 7 Синього полку 3 пішої Залізної дивізії армії УНР, загинув під час російсько-української війни (не пізніше 1919 р.)
- Іван Матусенко — козак 7 Синього полку 3 пішої Залізної дивізії армії УНР, загинув під час російсько-української війни (не пізніше 1919 р.)